# 微齿眼子菜
马克眼子菜（学名：Potamogeton maackianus），又名微齿眼子菜，为植物界泽泻目眼子菜科眼子菜属下的一种维管被子单子叶植物。它主要分佈於俄罗斯远东、韩国、日本、中国大陸、台湾、印度尼西亚、菲律宾和缅甸的亚洲淡水水域。

## 扩展阅读
- 維基物種上的相關：微齿眼子菜